# Vratislavo
Vratislavo (tedesco: Wertislaw) (... – Malchow, maggio/giugno 1164) è stato un sovrano obodrita e Samtherrscher degli obodriti.

## Biografia

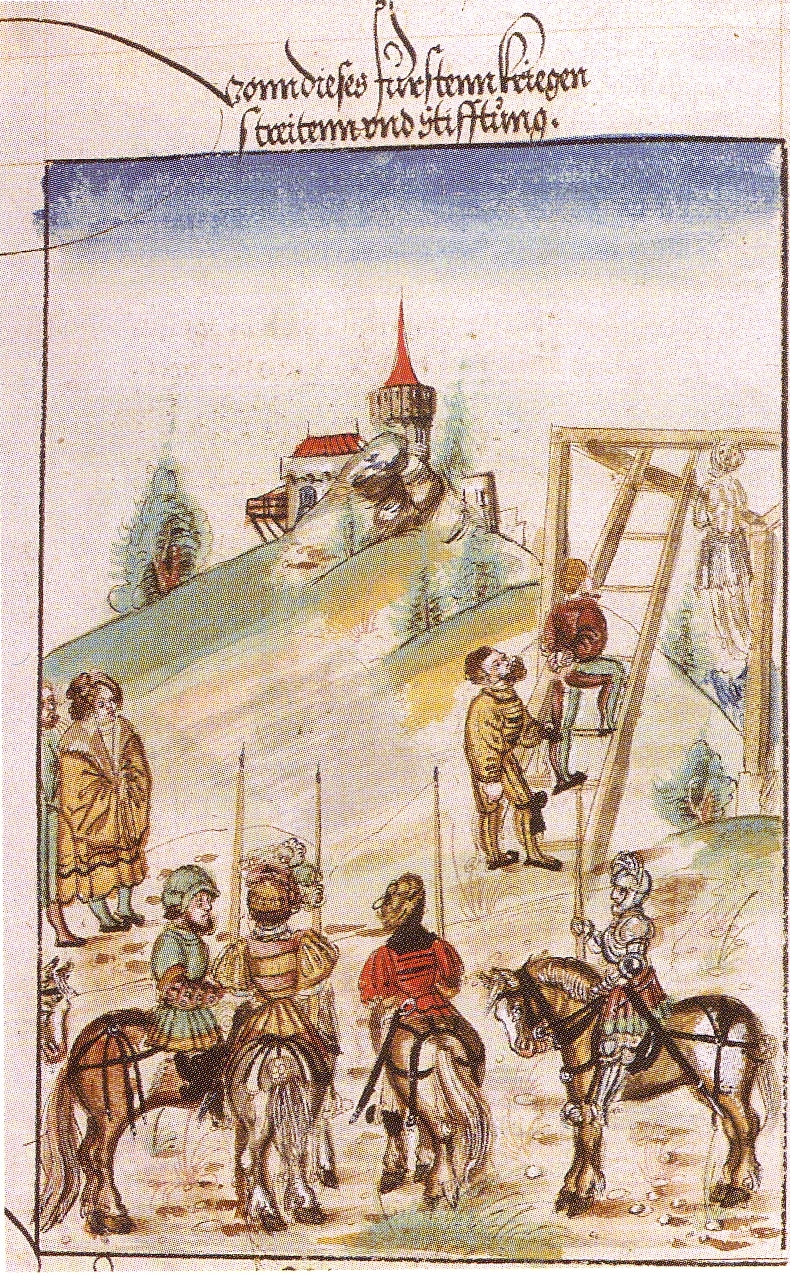
Impiccagione di Vratislavo (Lucas Cranach, Wittenberg 1530)

Vratislavo era il secondo figlio del re degli Obodriti Niklot. Nel 1160, dopo che Enrico il Leone aveva ucciso Niklot, Vratislavo e suo fratello maggiore Pribislavo continuarono la lotta del padre contro i Sassoni e il tentativo di cristianizzazione degli slavi.
Enrico il Leone, deciso a domare questa ribellione, intraprese nel 1162 una nuova campagna contro di Obodriti. Per fronteggiare Enrico i figli di Niklot organizzarono le loro forze in due armate: una costituita da cavalieri al comando di Pribislavo che si nascose nelle foreste, l'altra al comando di Vratislavo che si arroccò nel castello di Werle. La loro strategia prevedeva che la cavalleria doveva attaccare gli assedianti prendendoli quindi fra due fuochi. Tuttavia questa operazione non riuscì in quanto Enrico prese il castello in tempi rapidissimi costringendo gli occupanti, fra cui anche Vratislavo, alla resa ed alla sottomissione formale. Vratislavo fatto prigioniero fu portato a Brunswick.
Agli inizi del 1164 Pribislavo riprese la lotta contro Enrico appoggiato dai duchi di Pomerania Casimiro I e Boghislao I. All'inizio la guerra volse a vantaggio di Pribislavo ed egli conquistò vari castelli compreso quello di Meclemburgo. Poi pose l'assedio al castello di Ilenburg in cui si trovava il conte sassone Gunzelino di Hagen. Enrico consapevole del grave pericolo organizzò immediatamente un esercito dopo essersi nuovamente alleato con il re danese Valdemaro. Nel giugno del 1164 Enrico si trasferì con il suo esercito a Malchow dove impiccò sulla pubblica piazza Vratislavo.
Vratislavo ebbe una moglie il cui nome ed origine sono sconosciuti. Da lei ebbe un figlio Nicola, signore di Rostock.

## Ascendenza
|                      |   |   | Genitori |  |  | Nonni |  |  | Bisnonni |  |  | Trisnonni            |  |
|                      |   |   |          |  |  |       |  |  | Budivoj  |  |  | Godescalco dei Vendi |  |
|                      |   |   |          |  |  |       |  |  | Budivoj  |  |  | Godescalco dei Vendi |  |
|                      |   | … |          |  |  |       |  |  | Budivoj  |  |  |                      |  |
| Pribislavo di Wagria |   |   |          |  |  |       |  |  | Budivoj  |  |  |                      |  |
|                      |   | … | …        |  |  |       |  |  |          |  |  |                      |  |
|                      |   | … | …        |  |  |       |  |  |          |  |  |                      |  |
|                      |   | … | …        |  |  |       |  |  |          |  |  |                      |  |
| Niklot               |   | … |          |  |  |       |  |  |          |  |  |                      |  |
|                      |   | … | …        |  |  |       |  |  |          |  |  |                      |  |
|                      |   | … | …        |  |  |       |  |  |          |  |  |                      |  |
|                      |   | … | …        |  |  |       |  |  |          |  |  |                      |  |
| …                    |   | … |          |  |  |       |  |  |          |  |  |                      |  |
|                      |   | … | …        |  |  |       |  |  |          |  |  |                      |  |
|                      |   | … | …        |  |  |       |  |  |          |  |  |                      |  |
|                      |   | … | …        |  |  |       |  |  |          |  |  |                      |  |
| Vratislavo           |   | … |          |  |  |       |  |  |          |  |  |                      |  |
|                      | … | … |          |  |  |       |  |  |          |  |  |                      |  |
|                      | … | … |          |  |  |       |  |  |          |  |  |                      |  |
|                      | … | … |          |  |  |       |  |  |          |  |  |                      |  |
| …                    | … |   |          |  |  |       |  |  |          |  |  |                      |  |
|                      |   | … | …        |  |  |       |  |  |          |  |  |                      |  |
|                      |   | … | …        |  |  |       |  |  |          |  |  |                      |  |
|                      |   | … | …        |  |  |       |  |  |          |  |  |                      |  |
| …                    |   | … |          |  |  |       |  |  |          |  |  |                      |  |
|                      |   | … | …        |  |  |       |  |  |          |  |  |                      |  |
|                      |   | … | …        |  |  |       |  |  |          |  |  |                      |  |
|                      |   | … | …        |  |  |       |  |  |          |  |  |                      |  |
| …                    |   | … |          |  |  |       |  |  |          |  |  |                      |  |
|                      |   | … | …        |  |  |       |  |  |          |  |  |                      |  |
|                      |   | … | …        |  |  |       |  |  |          |  |  |                      |  |
|                      |   | … | …        |  |  |       |  |  |          |  |  |                      |  |
|                      |   | … |          |  |  |       |  |  |          |  |  |                      |  |